# Церковь Святого Апостола Петра (Одесса)
Церковь Святого Апостола Петра — католический храм в Одессе. Построен в начале XX века, памятник архитектуры. Адрес — улица Гаванная, 5. С 2019 года — Малая базилика, одна из четырёх на Украине.

## История
Храм св. Петра был построен на средства, выделенные Александром Вассалем, богатым потомком французских эмигрантов, поселившихся в Одессе в конце XVIII века. В своём завещании Вассаль писал: «Как верующий католик, я не мог не обратить внимание на то, что Римско-Католическая Церковь в Одессе, по Екатерининской улице, ныне по размерам своим уже не удовлетворяет потребности многочисленных молящихся центральной части города… В виду этого я решил выделить из дворового места моего в г. Одессе, по Гаванной улице, № 3, небольшой участок мерою сто пятьдесят три квадр. сажени и особо сверх того — двадцать тысяч рублей завещать для сооружения на этом участке часовни с помещением для жительства священника».
Строительство храма в иезуитском стиле необарокко по проекту А. Люикса и К. Меснера шло в 1912—1913 годах. Большую роль в строительство внёс священник Огюст Манилье. 22 сентября 1913 года епископ Тираспольской епархии Йозеф Кесслер освятил храм во имя апостола Петра — покровителя рыбаков и моряков. Храм невелик, его длина 26 метров, ширина 12 метров, высота 8 метров. Над дверью помещена мозаика с изображением Святого Петра и надписью Sanctus Petrus.
В 20-х годах после прихода к власти большевиков отец Огюст Манилье был вынужден покинуть Одессу. В период немецкой оккупации Одессы храм был открыт, там возобновлены богослужения. В 1943—1945 годах настоятелем храма был Пьетро Леони, ему помогал отец Жан Николя, впоследствии оба были репрессированы.
После того, как в 1936 году был взорван храм св. Климента, а в 1949 году окончательно закрыт храм Успения, церковь Апостола Петра осталась единственной действующей католической церковью Одессы. Из закрытого Успенского храма сюда были перенесены икона Богородицы и картины стояний Крестного пути Иисуса Христа.
В 1958 году настоятелем храма стал салезианец Тадеуш Хоппе, который очень много сделал для сохранения и развития католической общины. 10 ноября 2003 года отец Тадеуш Хоппе скончался, в подвале храма, где он жил, открыт его музей. В 2011 году городской совет Одессы передал здание храма в собственность общины за символическую плату — 1 гривну 20 копеек.
В настоящее время церковь Апостола Петра — действующий католический храм, окормляемый священниками из ордена салезианцев. В 2013 году община торжественно отмечала 100-летие храма.